# Бевербер
Беве́рбер (нім. SS-Bewerber) — військове звання в СС (нім. Schutzstaffel), яке існувало з 15 жовтня 1934 до 8 травня 1945.
Звання бевербер перекладається, як «претендент». В організації Загальних СС (нім. Allgemeine-SS) звання бевербер було найнижчим рангом в службової ієрархії есесівців та використовувалося для осіб, що намагалися лише вступити до лав СС й планувалися до випробувань до вступу. В СС це звання слугувало скоріше формальним рангом для цих кандидатів. Звичайно претендент проходив всебічну перевірку, у тому числі на політичну благонадійність, кримінальне минуле, расову чистоту тощо.